# Eugen Gradmann

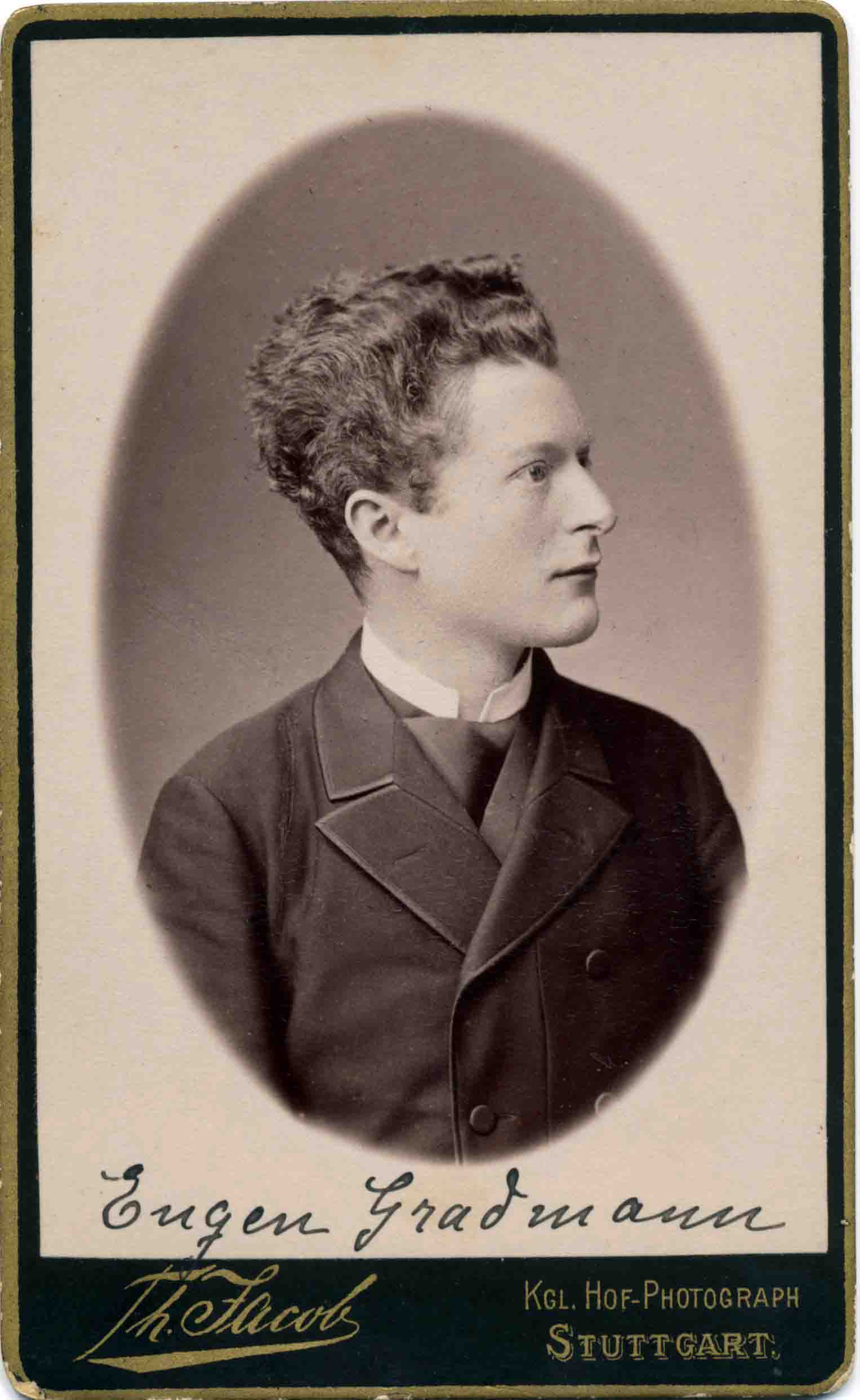
Eugen Gradmann (Foto von Theodor Jacob)

Eugen Gradmann (* 13. Dezember 1863 in Lauffen am Neckar; † 26. April 1927 in Stuttgart) war ein deutscher Pfarrer, Kunsthistoriker und Denkmalpfleger.

## Leben und Werk
Eugen Gradmann war der Sohn des Kaufmanns Gustav Adolf Gradmann (1831–1907) und älterer Bruder des späteren Botanikers und Geografen Robert Gradmann (1865–1950). Wie sein Bruder studierte er nach dem Schulbesuch in Stuttgart Theologie am Evangelischen Stift und der Universität Tübingen. Beide Brüder waren begeisterte Wanderer mit Sinn für landschaftliche Schönheit. Während ihrer Studienzeit wurden beide Mitglied der Tübinger Königsgesellschaft Roigel. Sie heirateten sogar zwei Schwestern, Emma und Julie Tritschler. Gradmann hatte zwei Kinder, Gertrud, später verh. Kauffmann (1890–1965) und Walter (1893–1914). 1886 legte Eugen Gradmann die erste theologische Dienstprüfung ab, 1888 die zweite, 1887 wurde er mit einer Arbeit zur Marienkirche in Reutlingen zum Dr. theol. promoviert. Nach Stationen in Eningen, Gronau, Schramberg, Welzheim und Michelbach am Wald war er ab 1889 Pfarrer in Neuenstein, Hohenlohe, ab 1896 in Dettingen an der Erms. Neben seiner seelsorgerischen Tätigkeit erforschte er die Kunstgeschichte seiner württembergischen Heimat. Die Ergebnisse dieser Tätigkeit publizierte er zwischen 1887 und 1914 in zahlreichen kunstgeschichtlich-landeskundlichen Arbeiten.
1898 wurde er als Nachfolger von Eduard Paulus als Landeskonservator und Vorstand der Altertümersammlung nach Stuttgart berufen. In seiner Funktion als oberster Denkmalpfleger Württembergs führte er die von seinem Vorgänger begonnene Reihe der Die Kunst- und Altertums-Denkmale im Königreich Württemberg fort. Er kam in engen Kontakt zu dem 1908 gegründeten Landesausschuß für Denkmalpflege und dem 1909 gegründeten Württembergischer Bund für Heimatschutz. In seiner Schrift „Heimatschutz und Landschaftspflege“ (1910) versuchte er „über neue und alte romantische Bestrebungen hinauszuweisen auf einen gesunden Realismus, und über unfruchtbare Negation und starren Konservativismus auf positives künstlerisches Schaffen“. 1920 trat er aus Krankheitsgründen in den Ruhestand. Er starb 1927 in Stuttgart und wurde auf dem Bergfriedhof in Stuttgart-Berg beigesetzt.

## Veröffentlichungen (Auswahl)
- Geschichte der Christlichen Kunst. Verlag der Vereinsbuchhandlung, Calw/Stuttgart 1902, DNB 996683925 (IV, 616 S.).
- Das Bauernhaus in Württemberg. In: Verband Deutscher Architekten- und Ingenieurvereine (Hrsg.): Das Bauernhaus im Deutschen Reiche und in seinen Grenzgebieten. Kühtmann, Dresden 1906; div. Nachdrucke, zuletzt bei Bechtermünz, Augsburg 2000, ISBN 3-8289-2362-3.
- Die Kunst- und Altertums-Denkmale der Stadt und des Oberamtes Schwäbisch-Hall. Paul Neff Verlag, Esslingen a. N. 1907, OCLC 31518382 (Textarchiv – Internet Archive).
- Heimatschutz und Landschaftspflege. Strecker & Schröder, Stuttgart 1910.
- Kriegerdenkmäler. In: Kriegsheft des Bundes für Heimatschutz in Württemberg und Hohenzollern (1916), S. 19–35.
- Über Gartenkunst und Denkmalpflege. Vortrag des Prof. Gradmann – Stuttgart auf dem 11. Tag für Denkmalpflege zu Danzig 1910 (= Flugschrift zur Ausdruckskultur des Dürerbundes. Nr. 78). Callwey, München 1911; 2. Auflage, ebenda 1922, DNB 580006816.
- mit Hans Christ, Hans Klaiber: Kunstwanderungen in Württemberg und Hohenzollern. Matthaes, Stuttgart 1914 Internet Archive.
- Weinbau und Landschaft. In: Württembergische Studien. Festschrift zum 70. Geburtstag von Professor Eugen Nägele. Silberburg-Verlag, Stuttgart 1926, S. 233–242.